# Блокада Мариуполя
Блокада Мариуполя — военная блокада города Мариуполя российскими войсками и вооружёнными силами самопровозглашённой Донецкой Народной Республики во время вторжения России на Украину в ходе российско-украинской войны. Началась 1 марта 2022 года.
Город Мариуполь расположен в Донецкой области Украины. К началу блокады в городе находилось недостаточное для длительной осады количество продуктов и топлива. Единственным путём сообщения Мариуполя с украинскими территориями оставался Кузнецовский мост на границе Запорожской и Донецкой областей, находившийся в пределах досягаемости артиллерии и авиации, а также военно-морских сил осаждающих. В связи с этим в городе возникла сложная гуманитарная обстановка.
По оценкам украинских властей, потери в ходе боев за Мариуполь составили как минимум 25 тыс. человек убитых, из которых 5 — 7 тыс. погибли под завалами разбомбленных зданий. К концу 2022 года в районе Мариуполя обнаружено около 10 300 массовых могил, в связи с чем AP предполагает, что число убитых может быть в 3 раза больше.
Должностные лица Украины и США сравнили блокаду Мариуполя с блокадой Ленинграда во время Второй мировой войны.

## Хронология

### Предыстория
24 февраля российская артиллерия обстреляла город и, по сообщениям, 26 человек получили ранения. Позже в тот же день Верховный комиссар ООН по правам человека выступил с заявлением: «Защита гражданского населения должна быть приоритетом. Следует любой ценой избегать применения оружия взрывного действия в населённых пунктах…»
Утром 25 февраля российские вооружённые силы продвинулись с территории ДНР на восток в сторону Мариуполя. Они столкнулись с украинскими войсками у села Павлополь. Украинские вооружённые силы нанесли поражение российским войскам; по словам мэра Мариуполя Вадима Бойченко, в бою было уничтожено 22 российских танка.
Сообщается, что ВМФ России, опираясь на возможности, предоставленные Черноморским флотом, высадил десант на побережье Азовского моря в 70 км (43 мили) к западу от Мариуполя вечером 25 февраля. Представитель американского министерства обороны заявил, что русские потенциально перебрасывают с этого плацдарма тысячи морских пехотинцев.
26 февраля российские войска продолжили артиллерийский обстрел Мариуполя. Правительство Греции объявило, что 10 греческих мирных жителей были убиты российскими ударами по Мариуполю, 6 убиты в посёлке Сартана и 4 убиты в деревне Бугас.
27 февраля в Мариуполе в результате артиллерийского обстрела погибла 6-летняя девочка. Павел Кириленко, губернатор Донецкой области, заявил, что бои в Мариуполе продолжались всю ночь на 27 февраля.
В течение 28 февраля город оставался под контролем Украины, несмотря на то, что он был окружён российскими войсками и подвергался постоянным обстрелам. Вечером отключили электричество, газ и интернет в большинстве районов города. По сообщению Радио Свободная Европа/Радио Свобода, российский генерал-майор Андрей Суховецкий был убит украинским снайпером недалеко от Мариуполя в этот день, но другие источники утверждали, что он был убит во время боёв под Киевом.

### Блокада
1 марта глава ДНР Денис Пушилин заявил, что силы ДНР почти полностью окружили близлежащий город Волноваху и вскоре сделают то же самое с Мариуполем.
Осада усилилась 2 марта. В результате российского обстрела трое подростков, игравших в футбол на улице, получили ранения, один из которых позже скончался от полученных травм. Бойченко объявил, что город страдает от отключения воды и несёт огромные жертвы. Он также сказал, что российские войска препятствуют выходу мирных жителей.
Российская артиллерия обстреляла густонаселённый район Мариуполя и обстреливала его почти 15 часов. В результате квартал был значительно разрушен, заместитель мэра Сергей Орлов сообщил, что «по меньшей мере сотни человек погибли». Автоколонна из 82 этнических греков смогла выехать из города по гуманитарному коридору.
Утром 3 марта город снова подвергся артиллерийскому обстрелу со стороны российских войск. Эдуард Басурин, пресс-секретарь ополчения ДНР, официально призвал осаждённые украинские силы в Мариуполе сдаться или столкнуться с «точечными ударами». Представитель Минобороны России Игорь Конашенков сообщил, что силы ДНР ужесточили осаду и заняли три близлежащих населённых пункта.
4 марта Бойченко заявил, что Россия хочет «стереть мариупольцев с лица земли» и что запасы заканчиваются. Мэр призвал создать коридор гуманитарной эвакуации и отправить подкрепление украинским военным. Он также заявил, что российская артиллерия обстреливает городские больницы ракетами «Град» и что у жителей города больше нет тепла, водоснабжения и электричества. Позже в тот же день было предложено временное прекращение огня в Мариупольском районе, чтобы дать возможность гражданам эвакуироваться.
5 марта правительство Украины объявило о своём желании эвакуировать 200 000 мирных жителей из Мариуполя. Международный комитет Красного Креста объявил, что выступит гарантом нового прекращения огня, чтобы разрешить эту эвакуацию. Красный Крест охарактеризовал ситуацию в Мариуполе как «чрезвычайно тяжёлую». После трёх дней обстрелов было объявлено о прекращении огня с 11:00 до 16:00. Мирных жителей начали эвакуировать из Мариуполя по гуманитарному коридору в город Запорожье. Однако, когда мирные жители вошли в эвакуационный коридор, российские войска продолжили обстрел города, в результате чего эвакуация сорвалась, и эвакуированные были вынуждены повернуть назад. Позднее украинские власти сообщили, что российские войска не соблюдают режим прекращения огня, и приказали отложить операцию, поскольку российские войска продолжали обстрел города. Российские официальные лица обвинили украинские силы в том, что они не позволяют мирным жителям эвакуироваться в сторону России. Министерство обороны Британии заявило, что Россия, скорее всего, предложила режим прекращения огня для перегруппировки своих сил с целью возобновления наступления, а также в качестве попытки избежать международного осуждения. ISW называет виновной в срыве эвакуации Россию. В ДНР сообщили, что из Мариуполя эвакуировано только 17 мирных жителей.
6 марта Красный Крест сообщил, что вторая попытка начать эвакуацию мирных жителей из Мариуполя не удалась. По словам украинского чиновника Антона Геращенко, вторая попытка создания гуманитарного коридора для мирных жителей в Мариуполе закончилась российской бомбардировкой. Красный Крест также сообщил, что в Мариуполе были «опустошительные сцены человеческих страданий». Позже утром депутат украинского парламента Инна Совсун написала в Твиттере, что топливный трубопровод, который снабжает Мариуполь, был повреждён российскими войсками, в результате чего более 700 000 человек остались без тепла и предположили, что люди могут замёрзнуть насмерть, так как температура часто ниже 0 °C. «Аль-Джазира» сообщила, что обстрелу подверглась последняя функционирующая вышка мобильной связи в городе.
7 марта директор по операциям МККК Доминик Стиллхарт заявил, что до сих пор соглашения о гуманитарном коридоре были заключены только в принципе, а не «достаточно точно, чтобы их можно было затем реализовать». Например, группа МККК обнаружила, что одна из предложенных дорог в коридоре была заминирована. МККК содействовал военным переговорам. Основной газопровод Мариуполя был обстрелян, что привело к прекращению снабжения газом.
8 марта была предпринята ещё одна попытка эвакуации мирных жителей, но правительство Украины снова обвинило Россию в нарушении режима прекращения огня и в бомбардировке эвакуационного коридора. Президент Украины Владимир Зеленский сообщил, что 8 марта в Мариуполе от обезвоживания умер ребёнок, другая девочка, шестилетняя Таня Мороз, была убита вместе с мамой, которая пыталась спасти дочку.
9 марта попытка прекращения огня с целью установления гуманитарного коридора не удалась после того, как Сергей Орлов сообщил, что российские солдаты открыли огонь по строителям и эвакуационным пунктам. Заместитель мэра Мариуполя Сергей Орлов заявил, что российские солдаты открыли огонь по строителям и эвакуационным пунктам. Орлов описал нехватку припасов как настолько серьёзную, что жители растапливали снег, чтобы получить воду. Местные украинские чиновники сообщили, что им пришлось вырыть братскую могилу для погибших гражданских и военных, поскольку нормальные захоронения стали невозможными.
10 марта в Мариуполь из Запорожья выдвинулась гуманитарная колонна.
Городской совет заявил 11 марта, что во время осады было убито не менее 1582 мирных жителей.
Украинские военные заявляют, что российские войска заняли восточную окраину осаждённого Мариуполя.
Алексей Арестович, советник президента Украины, 14 марта со ссылкой на данные городского совета сообщил, что при осаде Мариуполя погибло более 2500 мирных жителей.
В тот же день глава Чечни Рамзан Кадыров заявил, что чеченские солдаты участвовали в осаде и ненадолго вошли в Мариуполь, прежде чем отступить. Кадыров также заявил, что его близкий соратник и депутат Государственной Думы Адам Делимханов был командующим чеченскими силами в Мариуполе. Похороны капитана ГРУ Алексея Глущака прошли в Тюмени, и выяснилось, что он погиб под Мариуполем, однако, вероятно, на ранних этапах блокады.
15 марта около 4000 автомобилей с примерно 20 000 мирных жителей смогли выехать из города. Пётр Андрющенко, советник городского правительства, подсчитал, что около 80 процентов жилого фонда было разрушено, а общее число убитых мирных жителей могло достигать 20 000 человек.
Представитель украинского правительства Геращенко заявил, что российский генерал-майор Олег Митяев, командир 150-й мотострелковой дивизии, был убит, когда российские войска пытались штурмовать город.

#### Бомбардировка больницы и родильного отделения
Позже в тот же день горсовет Мариуполя выступил с заявлением о том, что в результате авиаудара России были повреждены родильный дом и детская больница. Украинские официальные лица заявили, что по меньшей мере 17 мирных жителей были ранены, среди которых — медперсонал и роженицы, а авиаудар был нанесён во время режима «тишины», который был объявлен Россией накануне. Россия заявила, что на момент бомбардировки роддом не функционировал и использовался украинским гарнизоном в качестве военного объекта. Позже министр иностранных дел России Сергей Лавров заявил, что Россия бомбила родильный дом, потому что он был занят полком «Азов». По уточнённым данным властей города, погибли три человека, в том числе один ребёнок.
Днём 10 марта посольство России в Великобритании сообщило в Твиттере, что двух беременных женщин, пострадавших от обстрела, на самом деле сыграла одна и та же женщина, украинский бьюти-блогер с «реалистичным макияжем», а родильный дом был занят полком «Азов», и ни женщин, ни детей там не было, так как учреждение было «недействующим». Позже твит был удалён платформой за нарушение правил.
Издатель и главный редактор фактчекингового проекта «Проверено. Медиа» Илья Бер в своём расследовании сделал вывод, что в сделанных до обстрела сообщениях российских властей о размещении националистических батальонов в родильных домах, даже если им можно доверять, либо не назывались номера родильных домов, либо назывался роддом № 1, а не разбомбленное родильное отделение больницы № 3. Утверждения о том, что одна и та же беременная Марианна Подгурская выдавала себя за двух жертв российской бомбардировки, не соответствуют действительности, что подтверждается и данными фактчекинга от Factcheck.org. Таким образом, Илья Бер сделал вывод, что утверждения о «постановочных» и «срежиссированных» кадрах обстрела не выдерживают никакой критики и точно не соответствуют действительности. Свой разбор он подытожил следующими словами: «Пока мы не знаем точно, кто именно и откуда совершил обстрел родильного отделения больницы № 3 Мариуполя. Однако предполагаем, что однажды кто-то понесёт за это реальную ответственность». 13 апреля эксперты ОБСЕ пришли к выводу, что российские военные несут ответственность за бомбардировку больницы в Мариуполе, назвав происшедшее военным преступлением.

#### Разрушение Мариупольского театра
Существуют две версии событий:
Версия Украины и ОБСЕ
16 марта Мариупольские власти заявили, что в ходе авианалёта был нанесён удар по Донецкому областному драматическому театру, в котором на тот момент укрывалось около 1000 мирных жителей. Фотосвидетельства показывали, что на площадках перед и за театром на русском языке было крупно написано белой краской слово «ДЕТИ». Подразумевалось, что перед разрушением здания данную надпись должны были видеть корректировщики огня, а также пилоты российской авиации, так как её можно легко увидеть и со спутников. В то же время министр иностранных дел Украины Дмитрий Кулеба заявил, что Россия «не могла не знать, что это гражданское убежище». По данным Верховной Рады, начать спасательные работы было невозможно из-за продолжающихся столкновений. В горсовете заявили, что доступ к укрытию в театре заблокирован разрушенными кусками здания.
13 апреля эксперты ОБСЕ заявили, что российские военные несут ответственность за бомбардировку Мариупольского театра, назвав это «военным преступлением» 30 июня международная правозащитная организация Amnesty International пришла к такому же выводу.
Российская версия
В этот же день Министерство обороны России отвергло обвинения в авиаударе.
В открытых источниках были опубликованы свидетельства, ставящие под сомнение правдивость некоторых утверждений Минобороны РФ. Например, имеются свидетельства авиабомбардировки 16 марта другого объекта в Мариуполе (бассейна «Нептун»), а опубликованная «Азовом» 10 марта видеосъёмка из театра не подтверждает утверждения российской стороны о наличии «заложников»: очевидно, что люди там укрылись и им помогают. Кроме того, заявление минобороны России, что театр был заминирован и взорван изнутри, не совпадает с заявлением подконтрольного Кремлю главы милиции ДНР о том, что театр был расстрелян танками. Если театр был взорван изнутри, непонятно, каким образом боевики «Азова» могли заложить взрывчатку в здании с огромным количеством мирных жителей, оставаясь незамеченными. Единственным доказательством того, что в театре присутствовали какие-либо военнослужащие полка «Азов», является видео, которое сам полк разместил в сети 10 марта. На нем видно, как местный житель сопровождает бойца полка по территории театра, объясняя, что внутри находятся гражданские лица, и обсуждая их нужды. На видео нет доказательств того, что в театре находилось большое количество боевиков или какой-либо военной техники.

#### Бомбардировка бассейна
Павел Кириленко, губернатор Донецкой области, позже заявил, что российские войска в тот же день обстреляли бассейн «Нептун», где прятались беременные и матери с детьми.

#### Авиаудар по школе искусств
По заявлению украинских властей, 19 марта российские войска нанесли авиаудар по школе искусств № 12 в Левобережном районе Мариуполя в которой укрывалось около 400 мирных жителей. Школа была разрушена, а под развалинами остались люди.
19 марта российские и украинские войска начали бои у металлургического комбината «Азовсталь».
На следующий день городской совет Мариуполя заявил, что за последнюю неделю российские войска насильственно депортировали «несколько тысяч» человек в лагеря и отдалённые города России. В тот же день Россия отрицала, что это происходит.
Приказ Минобороны России о капитуляции, сложении оружия и эвакуации города был подан 20 марта с требованием дать письменный ответ до 05:00 UTC следующего дня. Ультиматум был отвергнут украинским правительством и мэром Мариуполя.
21 марта 2022 года CNN сообщил, что один из командиров украинских батальонов в городе описал «бомбы, падающие каждые 10 минут».
24 марта российские войска вошли в центр Мариуполя, заняв храм Покрова Божией Матери. Администрация города утверждала, что русские пытались деморализовать жителей, публично выкрикивая заявления о победах русских, в том числе о взятии Одессы.

#### Смерть Ванды Объедковой
Большой общественный мировой резонанс 21 апреля 2022 года получила смерть во время блокады Ванды Объедковой, которая пережила Холокост и фашистскую оккупацию, а умерла она в подвале дома, страдая от холода, жажды и голода. Об этом также сообщил Государственный музей Аушвиц-Биркенау.
Коллаборационизм
24 апреля 2022 года бывший работник «Азовстали» Александр Чуприн передал российским войскам данные о коммуникациях завода

## Гуманитарная обстановка

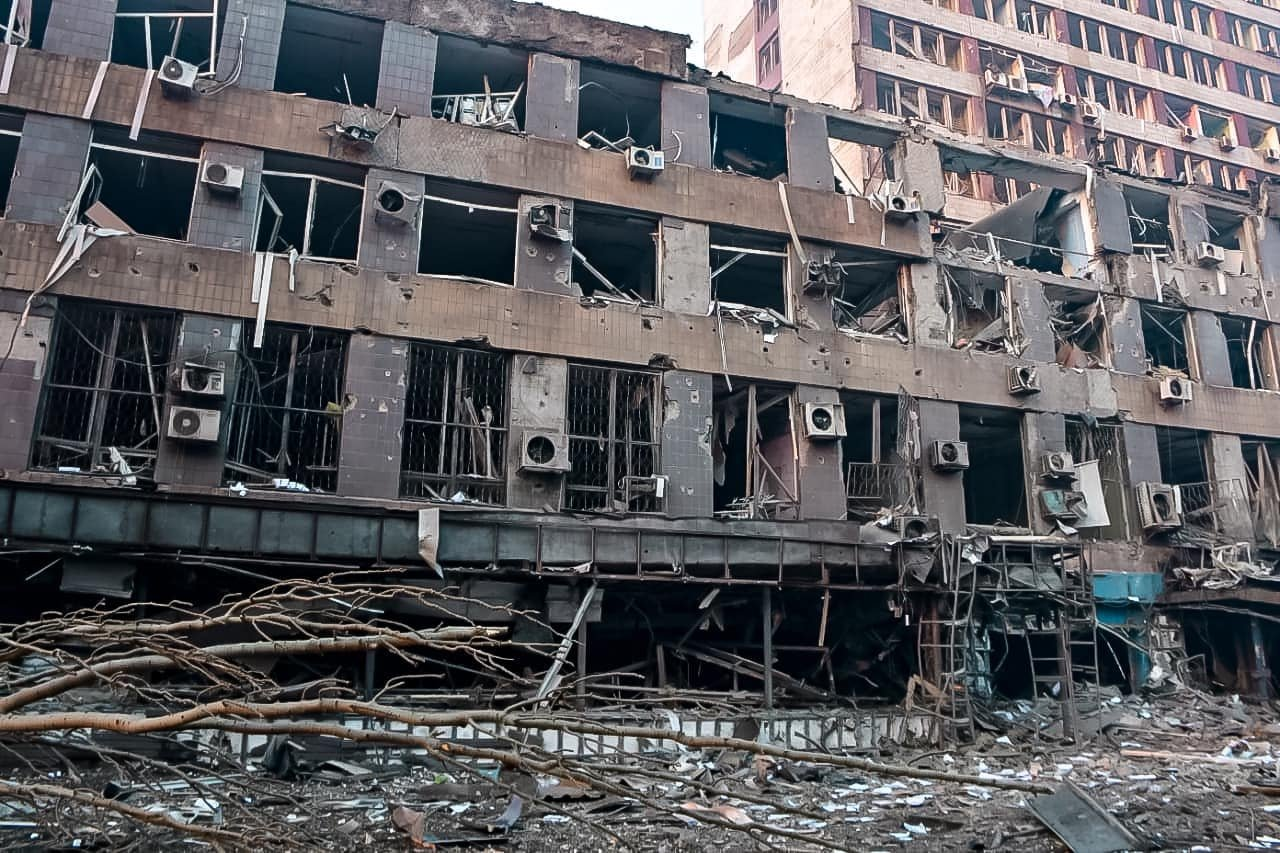
Военные разрушения в Мариуполе, 12 марта 2022 года

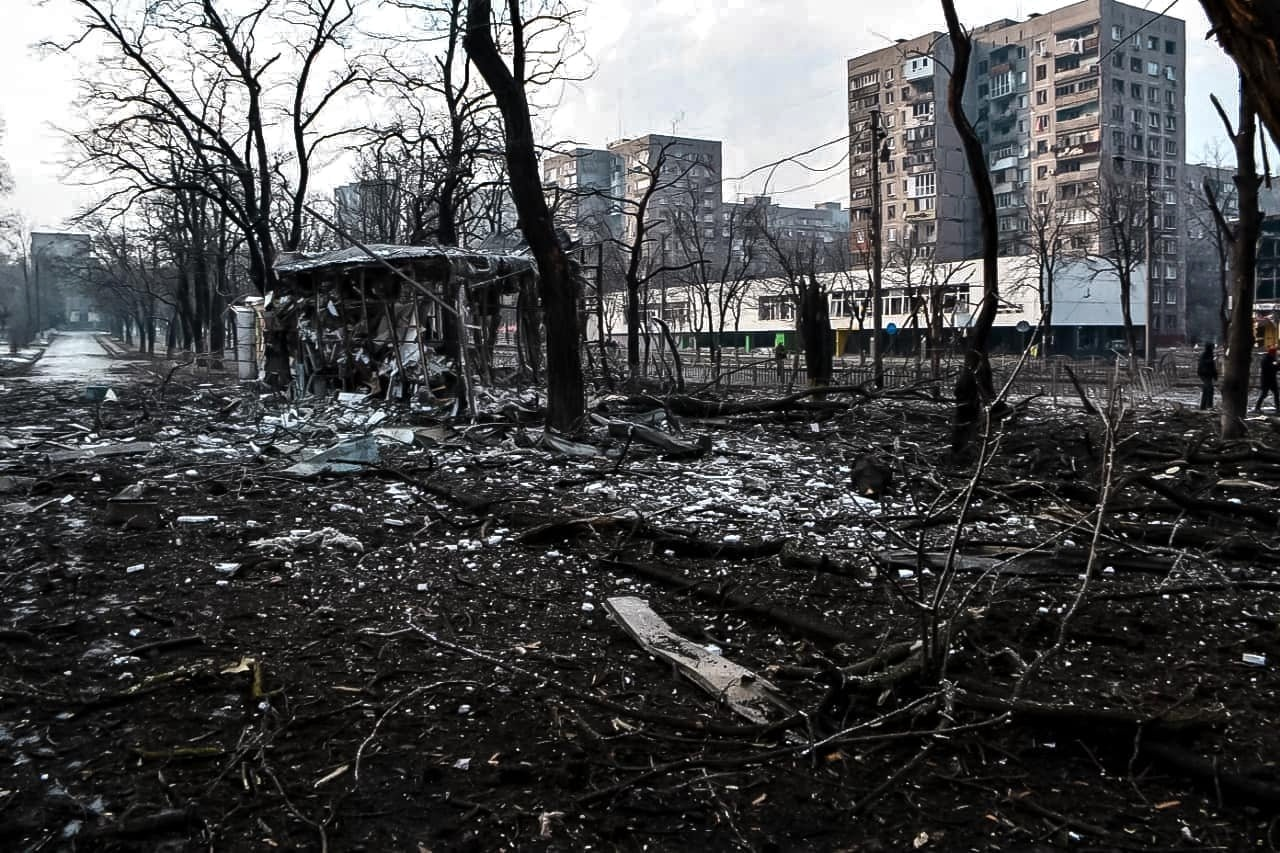
Улица Мариуполя во время блокады города во время вторжения России на Украину

Массовые перебои в подаче электричества, газа и интернета начались 28 февраля, 2 марта местные власти сообщили о проблемах с водой, 4 марта — о заканчивающихся запасах еды. Жители вынуждены собирать дождевую воду, чтобы пить, еду готовят на уличных кострах, а погибших хоронят прямо во дворах в братских могилах.
Договорённости о создании гуманитарных коридоров срывались несколько раз из-за нарушения режима тишины. Стороны обвиняли друг друга в нарушениях, однако представители других стран и независимые эксперты в некоторых случаях прямо обвиняли в срывах российскую сторону. 20 марта российская сторона выдвинула ультиматум, согласно которому открытие гуманитарных коридоров для гражданских произошло бы в случае прекращения украинскими военнослужащими обороны.
Украинская сторона и некоторые СМИ сообщали, что в блокированном городе оставались от 100 до 170 тысяч жителей.Красный Крест охарактеризовал ситуацию как «апокалиптическую», а украинские власти обвинили Россию в организации крупного гуманитарного кризиса в городе, при этом, по оценкам мэра, погибло более 2400 мирных жителей. На 16 июня ООН подтвердила гибель 1348 мирных граждан, в том числе 70 детей, в ходе боевых действий в Мариуполе, реальное число погибших мирных жителей исчисляется тысячами.
Обстрелы привели к разрушению инфраструктуры города: по официальным украинским данным, 90 % всех зданий в Мариуполе были повреждены в результате обстрелов, из 40 % были разрушены.
По данным ООН, в Мариуполе вода смешивается с канализационными стоками, что в совокупности с большим числом мусора, незахороненными трупами и разрушенной медицинской инфраструктурой создаёт риск вспышки инфекционных заболеваний, а мэр города заявил, что в городе уже были обнаружены случаи холеры и дезинтерии.

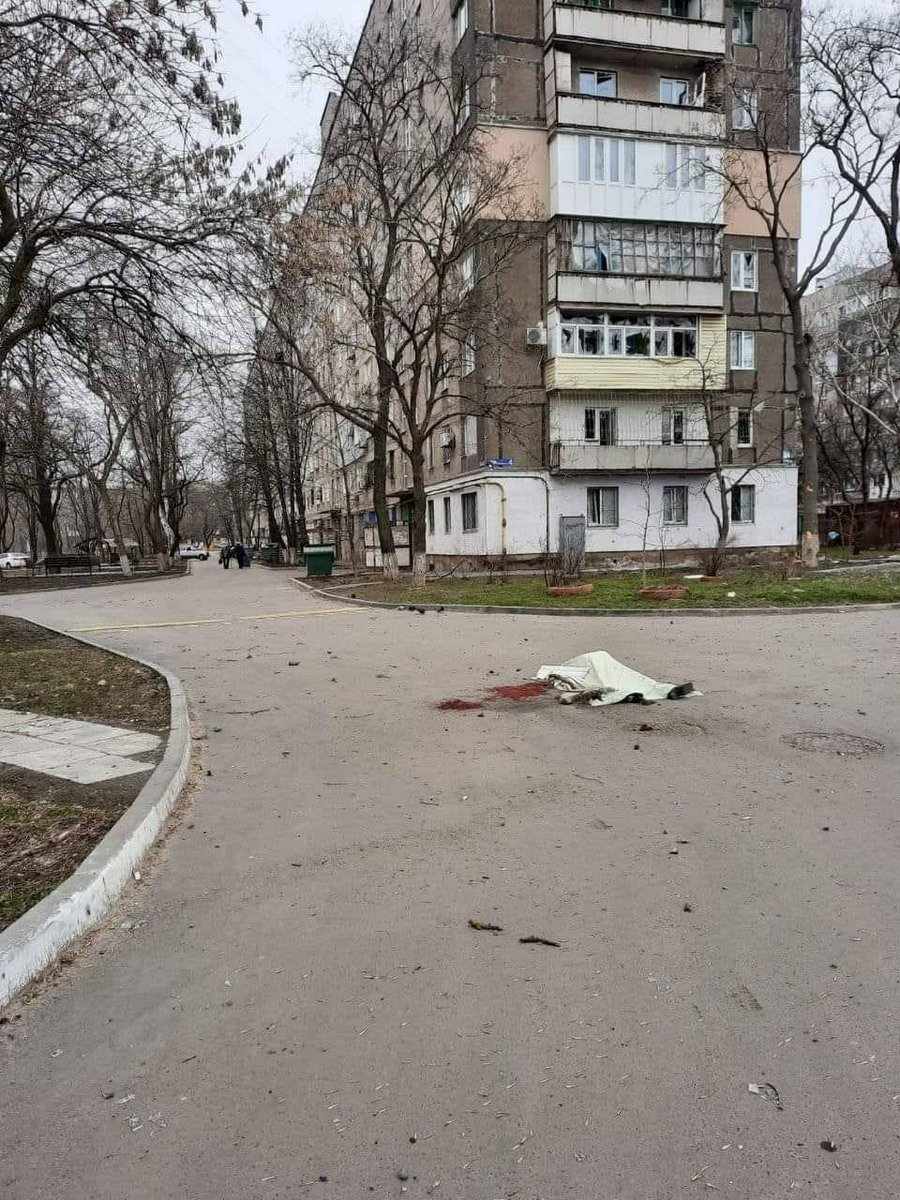
Безымянная гражданская жертва городских боёв

### Массовые обстрелы жилых кварталов
2 марта заместитель мэра Сергей Орлов сообщил, что российская артиллерия обстреливала густонаселённый район Мариуполя почти 15 часов. По его словам, один населённый пункт на левом берегу города «практически полностью разрушен».
На спутниковых фотографиях Мариуполя, сделанных утром 9 марта компанией Maxar Technologies, видны «значительные повреждения» многоэтажек, жилых домов, продуктовых магазинов и другой гражданской инфраструктуры. Это было определено путём сравнения фотографий до и после. В Мариупольском горсовете заявили, что городу нанесён «колоссальный ущерб». По оценкам, примерно 80 % городских домов были значительно повреждены, из которых почти 30 % не подлежали ремонту. Корреспондент агентства Reuters Павел Климов сообщил из Мариуполя, что «кругом — почерневшие остовы» многоквартирных домов.
По заявлениям украинских властей, в результате боёв к концу марта было разрушено 3 больницы (ещё 4 повреждены), 23 школы и 28 детских садов. Анализ спутниковых снимков показал, что 62 процента территории города с частным жильём пострадали от обстрелов. Помещения, транспортные средства и персонал скорой помощи и противопожарных служб неоднократно подвергались обстрелам.
16 марта BBC News сообщила, что почти непрерывные российские атаки превратили жилые районы в «пустыню». Житель города рассказал Би-би-си, что «в районе левобережья нет ни одного уцелевшего жилого дома, все сгорело дотла» — на левом берегу находился густонаселённый жилой район. Она также заявила, что центр города «неузнаваем». В тот же день Институт по изучению войны сообщил, что российские войска продолжают совершать военные преступления в Мариуполе, в том числе наносить удары по гражданской инфраструктуре.
18 марта генерал-лейтенант Джим Хоккенхалл, начальник военной разведки Великобритании, сообщил о «продолжающихся нападениях на гражданских лиц в Мариуполе». Украинские власти заявили, что около 90 % зданий в Мариуполе повреждены или разрушены. В тот же день Sky News из Великобритании сообщил, что на видео показаны «гражданские районы, ставшими неузнаваемыми в результате бомбардировки».
19 марта украинский полицейский в Мариуполе снял видео, в котором сказал: «Дети, старики умирают. Город разрушен и стёрт с лица земли». Видео было подтверждено Associated Press.
22 апреля на спутниковых снимках в 12 милях от Мариуполя были обнаружены массовые захоронения, в которых, согласно утверждениям украинской стороны, могут быть захоронены до 9000 жертв российских войск.

### Депортация населения
Международная федерация за права человека и её членская организация на Украине Центр гражданских свобод (ЦГС) сообщили о наличии доказательств насильственного перемещения российскими военными мирных жителей из осажденного Мариуполя в Россию, неподконтрольные Украине территории Донецкой и Луганской областей, Крым с использованием практики фильтрационных лагерей. По данным ЦГС при этом разлучались семьи, изымались документы и телефоны. По данным ЦГС, российские силы также не пропускали мирных жителей через гуманитарные коридоры в неоккупированные части Украины, открывая огонь по мирным жителям
По данным мониторинговой миссии Управления верховного комиссара ООН по правам человека, в фильтрационных лагерях лица, подвергшиеся «фильтрации», подвергались запугиванию, унижению и избиению, что может быть приравнено к жестокому обращению, и в ряде случаев подвергались сексуальному насилию. УВКПЧ также получило достоверные сообщения о том, что некоторые дети были разлучены со своими родителями, не прошедшими «фильтрацию». Лица, ожидавшие «фильтрации», часто ночевали в транспортных средствах или необорудованных помещениях, иногда без надлежащего доступа к пище, воде и санитарии.
Украинские официальные лица также обвиняли Россию в депортации украинских детей для их дальнейшего усыновления россиянами. По данным журналистского расследования «Вёрстки» и украинских официальных лиц, детей вывозили из ДНР, ЛНР, Мариуполя. Часть детей были сиротами, часть стали ими в ходе боевых действий, а некоторых разлучили с их родителями. Некоторые из них были размещены в спортивно-оздоровительном центре «Ромашка», часть детей уже была передана в приёмные семьи в Московской области. Женевская конвенция запрещает перемещать детей на территорию государства-агрессора — им должны быть предоставлены гуманитарные коридоры в безопасную зону их родной страны или в нейтральную страну. Верховный комиссар ООН по правам человека Мишель Бачелет выразила обеспокоенность в связи с этими сообщениями и сообщила, что расследование уже ведётся

### Эвакуация мирных жителей

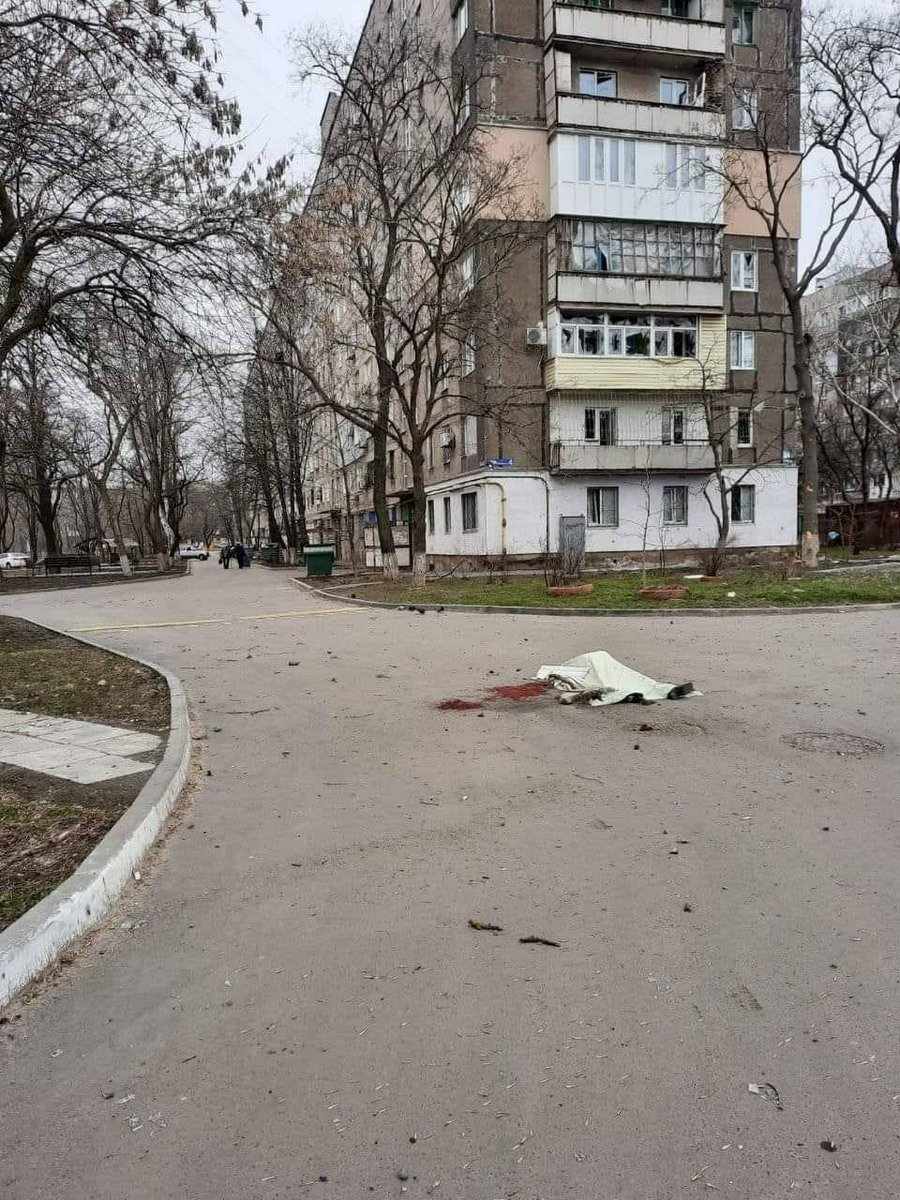
Безымянная гражданская жертва городских боёв

По сообщениям украинских властей до блокады из приморского города выехали до 140 тысяч, после блокады по состоянию на 27 марта было эвакуировано 150 тысяч и 170 тысяч человек остаются в осаде.

#### Эвакуация с Азовстали
18 апреля командир полка «Азов» запросил у третьих стран организацию эвакуационных коридоров для мирных жителей, в том числе находящихся в бункерах завода Азовсталь, который подвергается многочисленным бомбардировкам и на котором, находится около 1000 гражданских.

## Международная реакция
Премьер-министр Великобритании Борис Джонсон назвал «ужасным» обстрел роддома в Мариуполе и заявил, что Великобритания изучает возможность дополнительной поддержки Украины для защиты от авиаударов, добавив, что Британия будет стремиться привлечь Путина к ответственности.
Генеральный секретарь ООН Антониу Гутерриш заявил:
[…] атака на больницу в Мариуполе, где расположено родильное и детское отделения, ужасна. Гражданские платят самую высокую цену за войну, которая никоим образом их не касается. Это бессмысленное насилие должно прекратиться.
Государственный секретарь США Энтони Блинкен сравнил осаду Мариуполя с блокадой Ленинграда: 

Каждый русский знает о блокаде Ленинграда во время Великой Отечественной войны. К сожалению, история повторилась, но теперь российское правительство жестоко морит голодом украинские города.Оригинальный текст (англ.)Every Russian has learned about the Siege of Leningrad during World War II. Sadly, history has repeated itself—but now it’s the Russian government cruelly starving Ukrainian cities.
— Twitter
Папа Франциск заявил:
На этой неделе город, носящий имя девы Марии — Мариуполь — стал городом-мучеником лютой войны, опустошающей Украину. Не существует причин, которыми можно обосновать варварские убийства детей, невиновного и безоружного гражданского населения.
Верховный представитель Европейского Союза по иностранным делам и политике безопасности Жозеп Борель заявил:
Россия действительно совершает много военных преступлений. Это именно то слово, мы должны его сказать. То, что происходит в Мариуполе, это масштабное военное преступление. Разрушают все, бомбят, убивают всех без разбора. Это ужасно, мы должны осудить это самым жестким образом.